# Politicamente Incorreto (espetáculo de stand-up comedy)
Politicamente Incorreto é um espetáculo de stand-up comedy apresentado pelo humorista Danilo Gentili, em 29 de outubro de 2010.

## Informações
Politicamente Incorreto é o segundo show solo de Gentili e considerado um dos mais inusitados da carreira do humorista, pois é inteiramente dedicado à política. Além de ser o primeiro espetáculo de stand-up a falar 100% de política, também é o primeiro a ser lançado em DVD. Ele foi apresentado uma única vez e gravado no dia 29 de outubro de 2010, dois dias antes do segundo turno das eleições presidenciais, no Teatro Nacional de Brasília, assim como foi exibido ao vivo pelo UOL.

## Repercussão
O espetáculo foi transmitido ao vivo para 1,2 milhões de espectadores e foi colocado nos trending topics mundiais do Twitter.

## Adaptações

### Livro
Politicamente Incorreto foi adaptado primeiramente para o livro, que foi lançado em dezembro de 2010.  O livro é quase uma releitura do espetáculo, em que contêm as mesmas piadas e também outros textos extras escritos por Gentili.

### Série
Uma série adaptada do espetáculo foi produzida pela Clube Filmes e exibida pelo canal a cabo FX Brasil entre 15 de Setembro e 3 de novembro de 2014. Foi escrita por Gentili e Fabrício Bittar e protagonizada por Gentili, interpretando um deputado federal chamado Atílio Pereira. Pereira acaba se envolvendo em um escândalo de corrupção e por sorte, acaba sendo o único inocentado da história.